# Friedrich VII. (Zollern)
Friedrich VII. von Zollern († nach dem 6. Oktober 1309) war ein Graf von Zollern.

## Leben
Friedrich war der ältere Sohn des Grafen Friedrich VI. von Zollern aus dessen Ehe mit Kunigunde (1265–1310), Tochter des Markgrafen Rudolf I. von Baden.
Er heiratete 1298 Euphemia († 1333), Tochter des Grafen Albrecht II. von Hohenberg. Die Ehe wurde von König Rudolf I. persönlich initiiert und beendete die jahrelange Rivalität der beiden schwäbischen Grafengeschlechter Hohenberg und Zollern. Nach dem Tode Friedrichs herrschte sein Bruder Friedrich VIII. über das Stammland der Hohenzollern.

## Nachkommen
Aus seiner Ehe hatte Friedrich zwei Söhne:
- Fritzli I. († um 1313), Herr zu Zollern
- Albrecht († um 1320)